# Kick van der Vall
Kick van der Vall (* 3. März 1946 in Rotterdam) ist ein ehemaliger niederländischer Fußballspieler.

## Karriere
Kick van der Vall begann seine Profikarriere 1963 in der Erstligamannschaft seines Heimatortes Feyenoord Rotterdam. Am 13. Dezember 1963 gab er sein Debüt in der Eredivisie. Beim 2:1-Erfolg gegen GVAV-Rapiditas erzielte er zudem den Siegtreffer. Den Durchbruch schaffte er in den Folgejahren allerdings nicht. 1965 konnte er mit dem Klub die nationale Meisterschaft feiern, absolvierte in diesem Jahr aber nur zehn Spiele. In vier Jahren beim Rotterdamer Spitzenklub kam van der Vall nie über dreizehn Ligaeinsätze hinaus. Im Sommer 1967 entschied er sich deshalb zum Wechsel zu Ligakonkurrent FC Twente Enschede. Dabei kam es zum Spielertausch und Spasoje Samardžić wechselte im Gegenzug nach Rotterdam. Unter Twente-Trainer Kees Rijvers entwickelte sich der Mittelfeldspieler zu einem der Köpfe im jungen Team. Obwohl Stammspieler, wechselte van der Vall nach nur einem Jahr zu AFC DWS, um mit dem Klub am Messestädte-Pokal, dem Vorgänger des UEFA-Pokals, teilzunehmen. Im Wettbewerb um den KNVB-Pokal spielte sich die Mannschaft bis ins Halbfinale, musste sich dort aber mit 1:3 gegen Feyenoord Rotterdam geschlagen geben. Bereits im Achtelfinale traf van der Vall auf seinen alten Verein Twente. Mit seinem Treffer zum 1:1 während der Verlängerung und dem späteren Erfolg im Elfmeterschießen, führte er DWS in die nächste Runde. Im 1969 kehrte der Mittelfeldspieler nach Enschede zurück und unterzeichnete erneut beim FC Twente. 1973 erreichte man im UEFA-Cup das Halbfinale, 1975 sogar das Finale des Turniers. Beide Male verlor die Mannschaft gegen Borussia Mönchengladbach. In der Spielzeit 1973/74 stand das Team kurz vor den Gewinn der niederländischen Meisterschaft, verpasste diese aber knapp und musste Feyenoord den Vortritt lassen. 1977 dann endlich der erste Titel mit Twente. Der Klub konnte den KNVB-Pokal gewinnen. 1979 verließ van der Vall zusammen mit seinen langjährigen Teamkollegen Theo Pahlplatz und Kees van Ierssel den Verein. Während Phalplatz und van Ierssel ihre aktive Karriere beendeten, hing van der Vall noch zwei Jahre dran und wechselte zu Vitesse Arnheim. Mit denen stieg er 1980 in die Eerste Divisie ab und beendete nach einer weiteren Saison seine Profilaufbahn.

## Erfolge
- Niederländischer Meister mit Feyenoord Rotterdam: 1965
- KNVB-Pokal mit FC Twente Enschede: 1977

## Nach der aktiven Karriere
Im Anschluss an die aktive Laufbahn eröffnete van der Vall zusammen mit Niels Overweg Sportgeschäfte. Außerdem arbeitete er für die nationalen Medien als Berichterstatter. Zwischenzeitlich war er für Werder Bremen als Scout aktiv. Einen ähnlichen Posten bei Twente verweigerte er, war aber bei Präsentationen und öffentlichen Veranstaltungen für den Verein im Einsatz.
2002 wurde bei van der Vall Darmkrebs festgestellt. Kurz darauf wurde er als Botschafter des FC Twente für die ins Leben gerufenen Stiftung KiKa eingesetzt.